# Centro de Estudios de Justicia de las Américas
El Centro de Estudios de Justicia de las Américas (en inglés Justice Studies Center of the Americas) o CEJA - JSCA es un organismo internacional del sistema interamericano creado en 1999 por la Asamblea General de la Organización de los Estados Americanos, dotado de plena autonomía técnica y operativa, que tienen como objetivos estudiar los sistemas de justicia de la región, realizar planeamientos innovadores en la discusión de las Reformas Judiciales, favorecer la cooperación y el intercambio de experiencias entre los países del continente, y generar instrumentos que mejoren la información sobre la justicia en las Américas. Su sede está en la ciudad de Santiago de Chile y sus miembros activos son todos los países miembros de la OEA. En la actualidad, su Directora Ejecutiva es la abogada peruana Nataly Ponce Chauca.

## Historia
Durante las décadas de los años 70 y 80, la mayoría de los países de América Latina sufrió dictaduras militares o conflictos armados internos. En este contexto, se cometieron violaciones a los derechos humanos a las cuales los sistemas judiciales de la Región dieron pocas soluciones. Lo anterior, sumado a los cuestionamientos a la eficiencia en la persecución penal y los problemas de seguridad ciudadana y delincuencia, creó el ambiente para que durante las restauraciones democráticas de la década de los '90, la mayoría de los países latinoamericanos iniciaran procesos de reforma de sus sistemas de justicia penal.
En este marco, la Organización de los Estados Americanos (OEA) decidió crear un organismo que pudiera dar apoyo técnico a los diversos procesos de reforma judicial, naciendo en 1999 el Centro de Estudios de Justicia de las Américas (CEJA), con sede en Santiago de Chile.

## Objetivos del Centro
De acuerdo a sus Estatutos, los tres principales objetivos del CEJA son: 
- Facilitar el perfeccionamiento de los recursos humanos en la Región
- Facilitar el intercambio de información y otras formas de cooperación técnica; y
- Facilitar el apoyo a los procesos de reforma y modernización de los sistemas de justicia en la región.

Asimismo, son funciones específicas del CEJA: 
- Servir para la recolección y difusión de información sobre las experiencias nacionales relativas a la modernización y las reformas de los sistemas de justicia de la región;
- Realizar análisis comparativos, investigaciones y estudios en temas de justicia, y facilitar su difusión;
- Facilitar la difusión de investigaciones y estudios en temas de justicia en las Américas;
- Facilitar la capacitación de los recursos humanos de los sistemas de justicia y el perfeccionamiento de los mecanismos existentes para tal fin en los países del Hemisferio;
- Facilitar la difusión de la información sobre métodos de enseñanza, planes de estudio modelo y elementos didácticos auxiliares para los recursos humanos de los sistemas de justicia;
- Facilitar la difusión de información pertinente sobre cursos, seminarios, becas y programas de capacitación; y
- Apoyar los esfuerzos de cooperación relacionados con los sistemas de justicia en el Hemisferio.

## Áreas de Trabajo

### Reformas a la Justicia Civil
El Centro está colaborando con el Poder Judicial de la Ciudad de México en la capacitación del personal de carrera judicial, en la implementación del Nuevo Sistema de Justicia Civil y Familiar previsto por el nuevo Código Nacional de Procedimientos Civiles y Familiares, aprobado por el Congreso de la Unión de este país latinoamericano el siete de junio de 2023.
La capacitación con este Poder Judicial, parte de modificar la premisa en la que históricamente ha venido operando el sistema de justicia mexicano en las materias previamente señaladas, con el fin de entender a la oralidad como un sistema de generación de información y no sólo de comunicación, además de prever, dentro del proceso civil, a los Medios Alternativos de Solución de Controversia (MASC) como parte fundamental de la nueva cultura jurídica, en donde incluso se acuña el novedoso término Mecanismos Alternos al Proceso Judicial (MAPJ), en donde se preven procesos espontpaneos y preexistentes al Estado, como en el caso de los modelos de justicia de Pueblos Originarios.
Esta nueva cultura tiene entre sus pilares, no solo acercar la justicia a la gente, sino hacerla partícipe de las soluciones que le van a afectar, democratizando con ello el acceso a la justicia, al intervenir activamente en la solución de sus conflictos; con lo se evita que una de las partes contendientes deba vencer y otra sea vencida; toda vez que, con este nuevo modelo, se privilegia que ambas partes ganen y no sólo una de ellas, abonando con ello a una mayor tasa de cumplimientos en los convenios y a la Cultura de la Paz.
Otra de las áreas en las que está colaborando el Centro, es en la nueva visión de las Tecnologías de la Información (TICs) como herramientas para generar la información y no sólo para resguardarla, sin soslayar un Nuevo Modelo de Gestión de Juzgados, más eficiente y cercano a la población, otorgarle a la Ejecución de las Sentencias la misma importancia que a la tramitación de y solución del conflicto, el nuevo enfoque de la prueba pericial dentro del Nuevos Sistema de Justicia Civil y Familiar y los Procesos Colectivos, que ya se encuentran legitimados y que permiten superar barreras económicas que impiden un Efectivo Acceso a la Justicia, ya que garantizan los Principios de Igualdad y Economía Procesal.
Los Procesos Colectivos son instrumentos que amplían la participación social, aumenta la transparencia al garantizar atención judicial a problemas jurídicos, lo que aumenta la tasa de satisfacción de la población justiciable con la introducción de la "Gestión de Caso Judicial" conocido originalmente como "Case Management" que ahorra tiempo y recursos además de brindar protección en los derechos se las personas involucradas en los casos a resolver.

### Mecanismos Alternativos al Proceso Judicial
Una de las principales innovaciones que han experimentado los sistemas de justicia de a región las últimas décadas, es la incorporación de mecanismos alternativos de resolución de conflictos (MARC). En este ámbito, CEJA se encuentra realizando estudios sobre la existencia de dichos instrumentos en las Américas y en qué medida colaboran a brindar acceso a la justicia a los grupos vulnerables y a descongestionar los tribunales de justicia.

### Tecnologías de la Información y Transparencia
Como parte de esta área, el CEJA ha desarrollado y realiza periódicamente dos mediciones relacionadas al uso de TIC en los sistemas judiciales de las Américas: El Índice de Accesibilidad a la Información Judicial en Internet (IAcc), iniciado en 2004 que actualmente está en se novena versión, y el Índice de Servicios Judiciales en Línea (ISJL), iniciado en 2011 y que se encuentra en su segunda versión a publicarse en 2015.

## Últimas Publicaciones y Estudios[3]
2022
- El ejercicio de la abogacía en América Latina: en la búsqueda de una agenda de trabajo Vol. II[4]

2021
- La justicia indígena y la justicia ordinaria frente a los conflictos civiles. Camino para su articulación[5]
- Oficinas judiciales de género en América Latina: Avances y desafíos pendientes[6]
- La Relevancia de la Prueba: Una Perspectiva Canadiense[7]
- Juicio por Jurados en la Justicia Civil. Materiales y reflexiones desde Argentina[8]
- Sistemas Penitenciarios y Ejecución Penal en América Latina. Una mirada regional y opciones de abordaje[9]
- Autonomía de la Defensoria Penal Pública[10]
- Justicia en Contexto Social[11]
- Manual de Litigación en Casos Civiles Complejos Medioambientales[12]
- Estudios Comparados sobre Reformas al Sistema de Justicia Civil Volumen III: China y Japón[13]
- Comparative Analysis of Civil Justice Reforms in Latin América[14]
- Conflictividad Civil y Barreras de Acceso a la Justicia en América Latina. Informe de Salud[15]
- El ejercicio de la abogacía en América Latina: en la búsqueda de una agenda de trabajo[16]

1. ↑  «Acerca de Ceja». www.cejamericas.org. Archivado desde el original el 26 de febrero de 2015. Consultado el 21 de abril de 2022.
2. ↑  Estatutos del Centro de Estudios de Justicia de las Américas.
3. ↑  «Publicaciones de Ceja». Archivado desde el original el 27 de febrero de 2015. Consultado el 9 de marzo de 2015.
4. ↑  Alejandra, Salas Salazar, Carolina; Carolina, Granja,; Damián, Pertile,; Denisse, Becerra Valdivia, Katherine; Fernanda, Arreguín Gámez, María; Martín, Soba Bracesco, Ignacio; Natalia, Rojo Saavedra, Yelissa; Fernando, Bruce Rallín, Jorge (2022-01). El ejercicio de la abogacía en América Latina: en la búsqueda de una agenda de trabajo Vol. II. Consultado el 21 de abril de 2022.
5. ↑  Silvina, Ramírez, (2021-12). La justicia indígena y la justicia ordinaria frente a los conflictos civiles. Camino para su articulación. Consultado el 21 de abril de 2022.
6. ↑  José, Del Solar Cortés, María (2021-11). Oficinas judiciales de género en América Latina: Avances y desafíos pendientes. Consultado el 21 de abril de 2022.
7. ↑  Emma, Cunliffe, (2021-10). La Relevancia de la Prueba:  Una Perspectiva Canadiense. Consultado el 21 de abril de 2022.
8. ↑  Marina, García Marmolejo,; Alejandro, Verdaguer,; Martín, Sabelli,; José, Valerio,; Roberto, Gargarella,; Diego, Derewicki,; Ángela, Ledesma,; Cecilia, Kandus, et al. (3 de septiembre de 2021). Juicio por Jurados en la Justicia Civil. Materiales y reflexiones desde Argentina. Consultado el 21 de abril de 2022.
9. ↑  Pablo, Carvacho,; Laura, Cora Bogani,; Marie-Christine, Fuchs,; José, Del Solar Cortés, María; Octaviano, Diniz Junquera, Gustavo; Catalina, Droppelmann,; Zoel, Franco,; Sofía, Galván Puente, et al. (2021-06). Sistemas Penitenciarios y Ejecución Penal en América Latina.  Una mirada regional y opciones de abordaje. Consultado el 21 de abril de 2022.
10. ↑  Jaime, Arellano Quintana,; Rafael, Blanco Suárez,; Laura, Cora Bogani,; Marco, Fandiño Castro,; Leonel, González Postigo,; Leonardo, Moreno Holman,; Enrique, Rajevic Mosler, (2021-06). Autonomía de la Defensoria Penal Pública. Consultado el 21 de abril de 2022.
11. ↑  Marco, Fandiño Castro,; Leonel, González Postigo,; Katherine, Swinton,; W., Lennox, Brian; Natalie, Salat,; Javier, Álvarez,; Christy, Tull, M.; Daphna, Blatman-Kendrai, et al. (2021-05). Justicia en Contexto Social. Consultado el 21 de abril de 2022.
12. ↑  Sebastián, Lloret, Juan (2021-04). Manual de Litigación en Casos Civiles Complejos Medioambientales. Consultado el 21 de abril de 2022.
13. ↑  Li, Xinwei,; Marcos, Jaramillo,; Liu, Zhewei,; Michiyo, Maeda,; Caren, Kalafatich, (2021-04). Estudios Comparados sobre Reformas al Sistema de Justicia Civil Volumen III: China y Japón. Consultado el 21 de abril de 2022.
14. ↑  Marco, Fandiño Castro,; Lorena, Espinosa,; Matías, Sucunza, (2021-03). Comparative Analysis of Civil Justice Reforms in Latin América (en inglés). Consultado el 21 de abril de 2022.
15. ↑  Alejandra, Bocaro,; Natalia, Acevedo,; Lorena, Espinosa,; Gonzalo, Fibla,; Ananías, Reyes, (2021-01). Conflictividad Civil y Barreras de Acceso a la Justicia en América Latina.  Informe de Salud. Consultado el 21 de abril de 2022.
16. ↑  Alberto, Binder,; Marco, Fandiño,; José, Del Solar, María; Gonzalo, Fibla, (2021-01). El ejercicio de la abogacía en América Latina: en la búsqueda de una agenda de trabajo. Consultado el 21 de abril de 2022.

## Miembros
| Bandera                                 | Estados miembros de la OEA | Fecha de ingreso     | Capital/es          |
| --------------------------------------- | --- | -------------------- | ------------------- |
| Bandera de Argentina                    | República Argentina | fundador             | Buenos Aires        |
| Bandera de Bolivia                      | Estado Plurinacional de Bolivia | fundador             | Sucre               |
| Bandera de Brasil                       | República Federativa del Brasil | fundador             | Brasilia            |
| Bandera de Chile                        | República de Chile | fundador             | Santiago de Chile   |
| Bandera de Colombia                     | República de Colombia | fundador             | Bogotá              |
| Bandera de Costa Rica                   | República de Costa Rica | fundador             | San José            |
| Bandera de Cuba                         | República de Cuba | fundador             | La Habana           |
| Bandera de la República Dominicana      | República Dominicana | fundador             | Santo Domingo       |
| Bandera de Ecuador                      | República del Ecuador | fundador             | Quito               |
| Bandera de El Salvador                  | República de El Salvador | fundador             | San Salvador        |
| Bandera de Estados Unidos               | Estados Unidos de América | fundador             | Washington D. C.    |
| Bandera de Guatemala                    | República de Guatemala | fundador             | Ciudad de Guatemala |
| Bandera de Haití                        | República de Haití | fundador             | Puerto Príncipe     |
| Bandera de Honduras                     | República de Honduras | fundador             | Tegucigalpa         |
| Bandera de México                       | Estados Unidos Mexicanos | fundador             | Ciudad de México    |
| Bandera de Panamá                       | República de Panamá | fundador             | Ciudad de Panamá    |
| Bandera de Paraguay                     | República del Paraguay | fundador             | Asunción            |
| Bandera de Perú                         | República del Perú | fundador             | Lima                |
| Bandera de Uruguay                      | República Oriental del Uruguay | fundador             | Montevideo          |
| Bandera de Venezuela                    | República Bolivariana de Venezuela | fundador             | Caracas             |
| Bandera de Barbados                     | República de Barbados | 1967                 | Bridgetown          |
| Bandera de Trinidad y Tobago            | República de Trinidad y Tobago | 1967                 | Puerto España       |
| Bandera de Jamaica                      | Jamaica | 1969                 | Kingston            |
| Bandera de Granada                      | Granada | 1975                 | Saint George's      |
| Bandera de Surinam                      | República de Surinam | 1977                 | Paramaribo          |
| Bandera de Dominica                     | Mancomunidad de Dominica | 1979                 | Roseau              |
| Bandera de Santa Lucía                  | Santa Lucía | 1979                 | Castries            |
| Bandera de Antigua y Barbuda            | Antigua y Barbuda | 1981                 | Saint John          |
| Bandera de San Vicente y las Granadinas | San Vicente y las Granadinas | 1981                 | Kingstown           |
| Bandera de Bahamas                      | Mancomunidad de Las Bahamas | 1982                 | Nassau              |
| Bandera de San Cristobal y Nieves       | Federación de San Cristóbal y Nieves | 1984                 | Basseterre          |
| Bandera de Canadá                       | Canadá | 1990                 | Ottawa              |
| Bandera de Belice                       | Belice | 1991                 | Belmopán            |
| Bandera de Guyana                       | República Cooperativa de Guyana | 1991                 | Georgetown          |
| Países retirados                        | |                      |                     |
| Bandera de Nicaragua                    | República de Nicaragua En noviembre de 2021, el presidente de ese país anunció su retiro de la OEA, acusándola de hacer «injerencia» en las elecciones de ese año; el proceso demoraría dos años con base en los protocolos de esa instancia, pero en abril de 2022 anticipó su salida, cerrando incluso la oficina ubicada en Managua. | fundador 1948 - 2021 | Managua             |

## Autoridades actuales
El consejo directivo actual está compuesto por la presidenta Jenny Willier Murphy (Estados Unidos), el vicepresidente Daniel Petrone (Argentina), y la consejera Maytrie Kuldip Singh (Surinam), el consejero Benjamin Berger (Canadá), la Consejera María del Carmen Maldonado Sánchez (Ecuador), la Consejera María Victoria Rivas (Paraguay) y la Consejera Nadia Noemí Franco Bazán (Panamá). La Directora Ejecutiva actual del organismo para el período 2022-2025 es Nataly Ponce Chauca (Perú).